# Citadelle de Petersberg

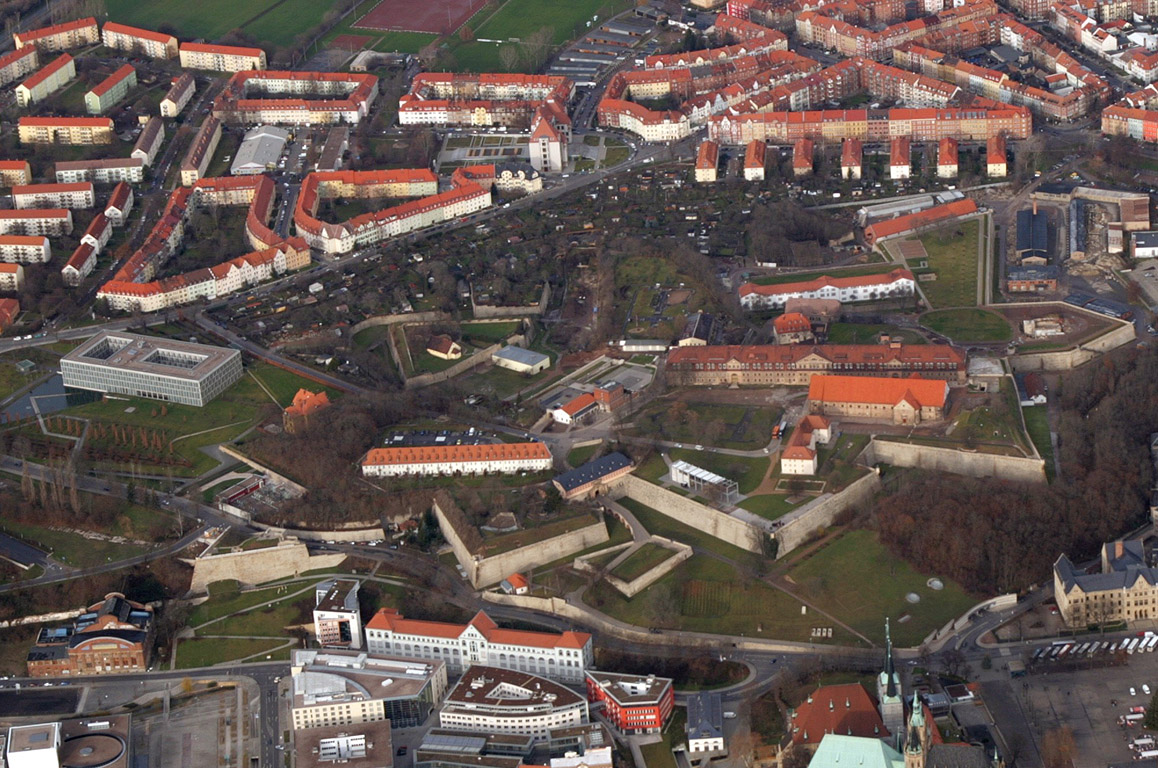
Citadelle de Petersberg (photo aérienne 2006)

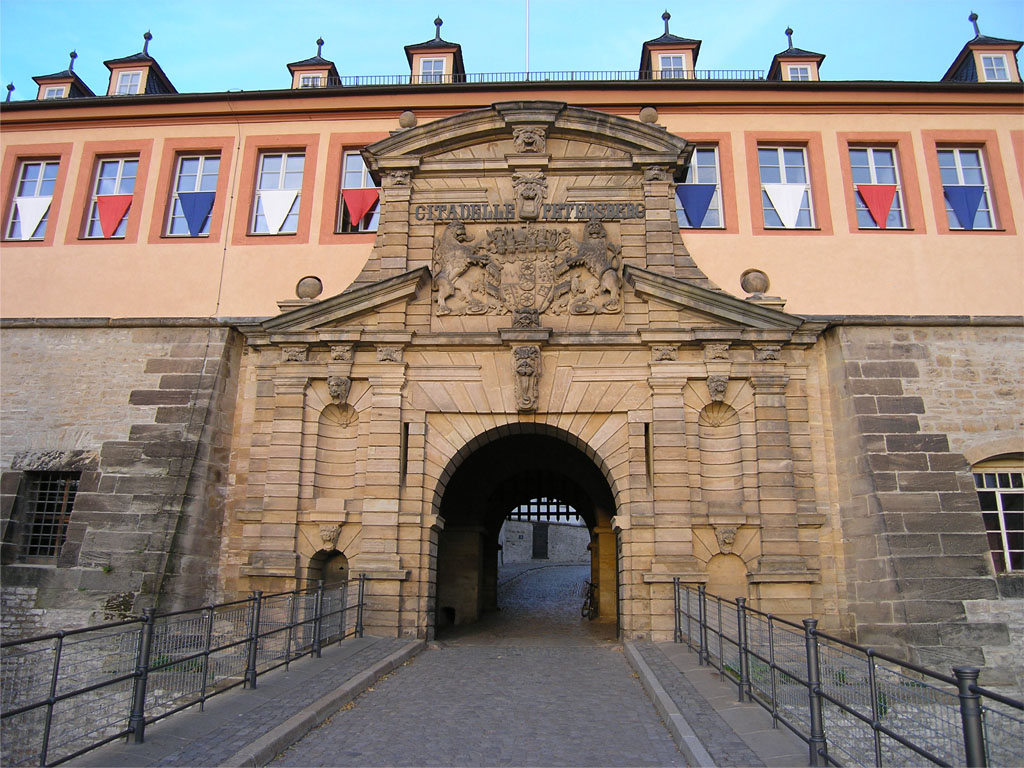
Porte Saint-Pierre (construite entre 1666 et 1668)

La citadelle de Petersberg (également forteresse de Petersberg) est à l'origine une forteresse électorale de Mayence, puis une forteresse urbaine prussienne du XVIIe   au   XIXe siècle au centre de la capitale de l'État de Thuringe, Erfurt.
Elle est considérée comme l'un des plus grands et des mieux conservés de son genre dans toute l'Europe et est construit en 1665 sur ordre de l'électeur de Mayence et de l'archevêque Jean-Philippe de Schönborn comme forteresse contre la ville dans le style néo-italien. La forteresse la plus septentrionale étant maintenue, elle est destinée à protéger l'électorat des attaques des puissances protestantes. L'importance stratégique de la citadelle est reconnue plus tard par la Prusse puis la France qui  l'annexe pendant une courte période au début du XIXe siècle. Avec le Congrès de Vienne en 1815, elle et Erfurt sont finalement rattachés à la Prusse et sont utilisés comme fortification jusqu'à la proclamation de l'Empire allemand (de) en 1871. Elle est restée un site militaire central dans la région pendant les deux guerres mondiales et pendant la période d'après-guerre.
À partir de 1963, le site est partiellement ouvert au public. À partir de 1990, l'État de Thuringe et la ville d'Erfurt procèdent à des rénovations à plus grande échelle. Aujourd'hui, les bâtiments de la forteresse abritent des bureaux gouvernementaux, des appartements et des installations touristiques et culturelles.

## Histoire

### Situation initiale
La ville d'Erfurt est le centre ecclésiastique, politique et économique de la Thuringe depuis le début du Moyen Âge et appartient à l'archidiocèse de Mayence à partir de 750. Au cours des siècles suivants, la ville acquit une large autonomie politique et économique, ce qui conduit à la prospérité de la ville au Moyen Âge. Lors de la paix de Westphalie en 1648, Erfurt est restituée à l'électorat de Mayence. Erfurt résiste alors et est mise au ban par l'empereur. Finalement, une armée de 15 000 soldats électoraux de Mayence et français forcent la ville à abandonner et Erfurt obtient le statut de ville de province directement subordonnée à l'électeur de Mayence. Afin d'éviter de nouveaux soulèvements et comme protection contre les puissances protestantes, l'électeur de Mayence et archevêque Jean-Philippe de Schönborn fait construire une citadelle sur le site de Petersberg. L'évêque de Münster Christoph Bernhard von Galen participe probablement à sa planification. À cette époque, le monastère bénédictin de Saint-Pierre et Paul est situé à Petersberg. La première installation des Bénédictins a lieu vers 1060. Entre 1103 et 1147, ils construisent l'église Saint-Pierre et la maison de l'huissier en 1530.

### Construction de la citadelle (1665-1707)

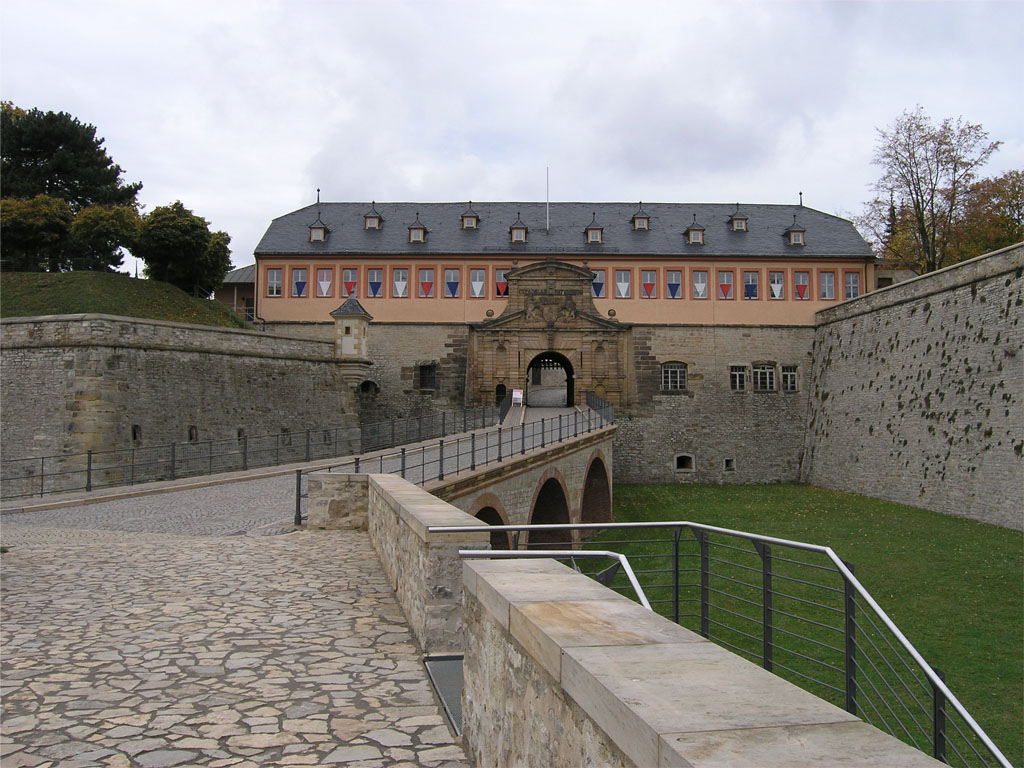
Pont d'accès (construit en 1670) avec porte Saint-Pierre et maison du commandeur (construite en 1669)

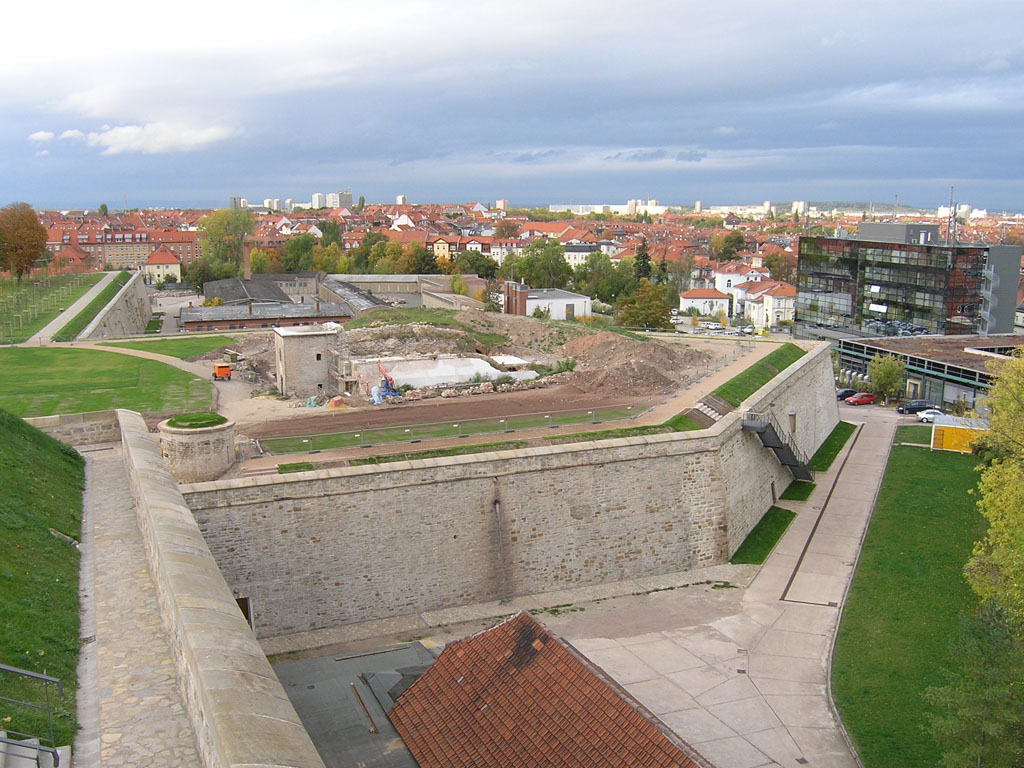
Bastion Franz (construit vers 1680)

Le 1er juin 1665, la première pierre de la citadelle de Petersberg est posée, initialement appelée Citadelle Johann Philippsburg. Cela marque le début de la première des trois phases de construction. D'abord, jusqu'en 1669 environ, des paysans frondeurs d'Erfurt, en collaboration avec des tailleurs de pierre italiens sous la direction de l'ingénieur Wilhelm Schneider construisent les quatre bastions Martin, Philipp, Leonhard et Kilian face à la ville dans le style néo-italien ainsi que la porte Saint-Pierre avec la maison du commandant, conçue d'après Antonio Petrini. Le mur de la forteresse nouvellement construit est relié aux fortifications de l'ancienne ville et des contrepoints (« passages d'écoute ») sont créés à sa base. Des soldats y patrouillent afin de localiser rapidement les mineurs ennemis en cas de siège et de les empêcher de poursuivre leur travail de destruction. Entre 1675 et 1700, les quatre bastions restants Johann, Michael, Gabriel et Franz, les trois casernes et les deux ravelins Anselm et Lothar sont construits. Il s'agit d'ouvrages avancés en forme de remparts qui sont construits devant les courtines (mur de liaison entre deux bastions) pour se protéger. Des retards répétés ont lieu pendant la construction. Ce n’est qu’au bout de près de quarante ans (1702) que la forteresse est entourée de tous les côtés. Cela met fin à la première phase de construction (1665-1702). Aux XVIIe et XVIIIe siècles, la garnison de Mayence, forte de 500 à 800 hommes, et la milice d'Erfurt se trouvent dans la caserne de Petersberg

### Première modernisation et déclin ultérieur (1707-1802)

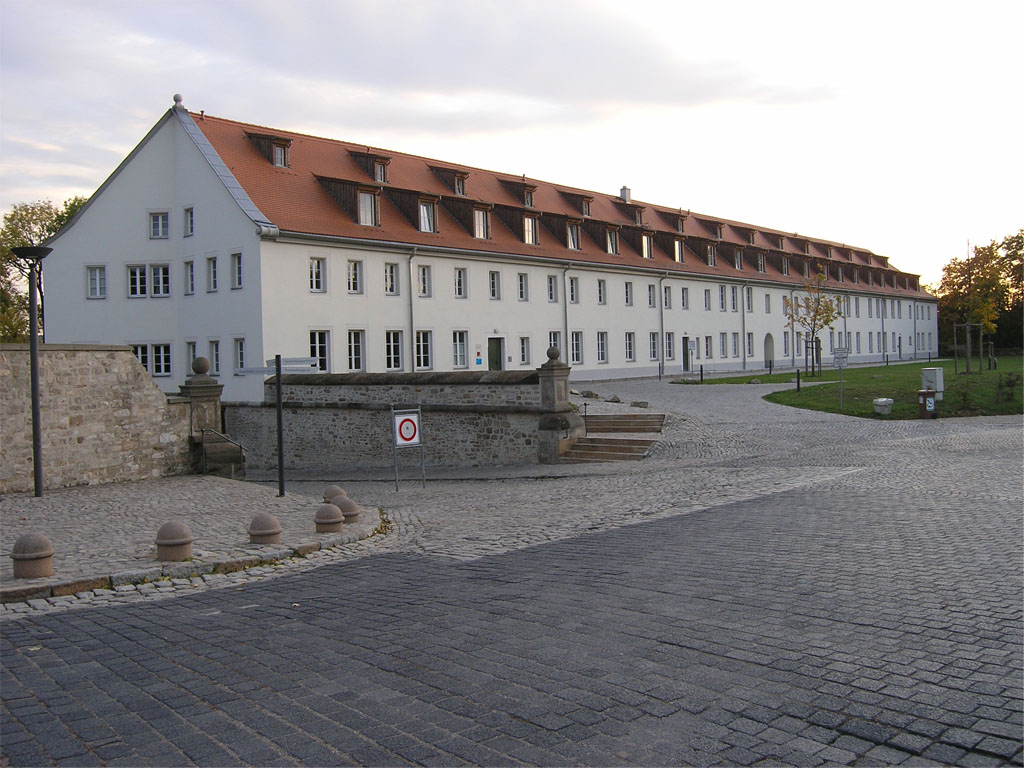
Caserne supérieure/caserne A (construite vers 1675)

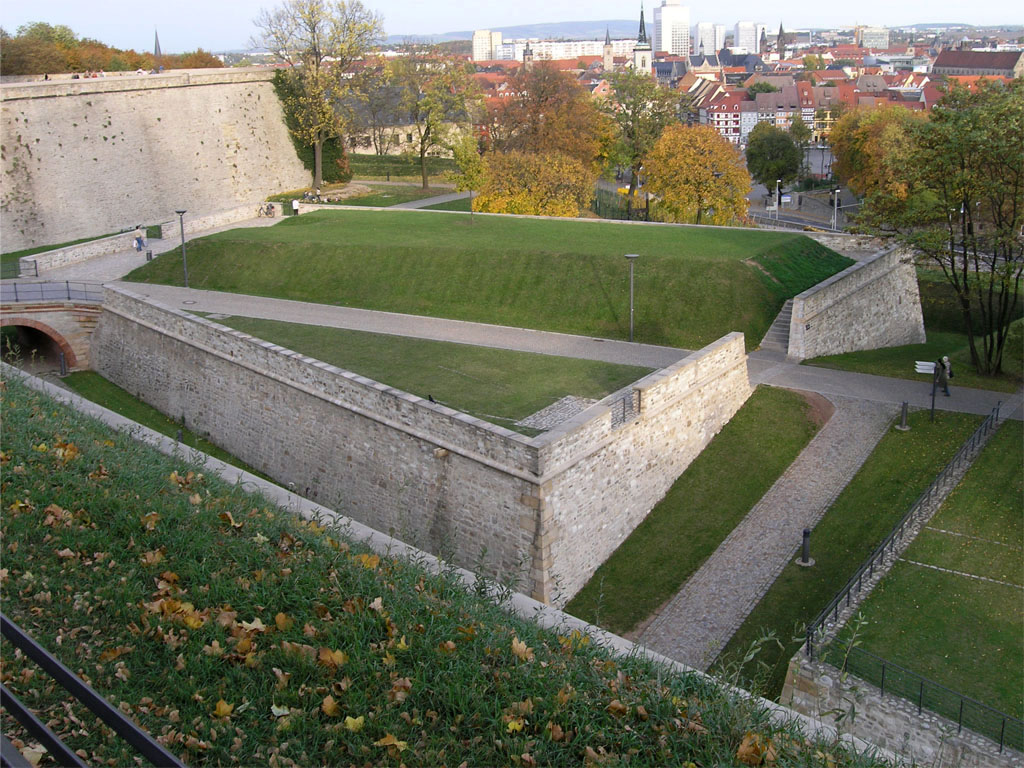
Ravelin Peter reconstruit (construit en 1708)

Pendant la Grande Guerre du Nord (1700-1721), les Suédois menacent les zones nord de l'électorat, dont Erfurt. Pour cette raison, Mayence décide d'agrandir la citadelle de Petersberg et engage le constructeur de la forteresse Johann Maximilian von Welsch. À l'instar du constructeur de forteresses français Vauban, il accorde une importance particulière au renforcement des forteresses et des défenses des tranchées.
Cela conduit à la construction de deux lunettes et de deux autres ravelins (Guillaume et Pierre) avec des remparts courts (1708) et à un nouvel ouvrage à cornes devant le bastion Gabriel (entre 1725 et 1728). Von Welsch s'appuie probablement sur les premiers plans de construction de la forteresse. En outre, un grand fossé avec un système de palissades échelonnées est construit autour de la forteresse et les contrepoints de la maçonnerie sont encore élargis. Afin de mieux contrôler l'accès au noyau de la forteresse, un bâtiment de garde est construit devant le Ravelin Pierre (1735). Avec l'achèvement des deux casemates de canons dans les bastions Philipp et Johann en direction du bastion Franz (1737), la deuxième phase de construction (1707-1737) prend fin. Les dépenses financières élevées pour l'entretien des bâtiments et des installations ainsi que les nouveaux développements militaires conduisent dans les années 1770 à de nouvelles considérations parmi les responsables de Mayence. Il est même envisagé de démolir la forteresse. Mais avec la guerre de Succession de Bavière (1778-1779), la perspective change. La forteresse et ses ouvrages extérieurs continuent à être utilisés et des réparations de fortune sont effectuées.

### Sous la domination prussienne (1802-1806)
En prévision du Recès d'Empire, la France promet à la Prusse son soutien dans un traité secret du 23 mai 1802 si elle prend possession d'Eichsfeld et d'Erfurt, entre autres, en compensation des zones situées à gauche de la rive du Rhin qui ont été perdu pour la France. Ensuite, en juin 1802, les troupes prussiennes dirigées par Ludwig Ernst von Voß (de) et Leopold Alexander von Wartensleben occupent la ville avec le Petersberg. Dès mars 1803, le monastère bénédictin Saint-Pierre-et-Paul est dissous par les nouveaux propriétaires de la citadelle afin de disposer d'espace pour un équipage beaucoup plus nombreux. En outre, la forteresse doit être rénovée en raison de sa situation géopolitique importante. Mais ces projets sont dans un premier temps suivis de petites réparations. Il faudra attendre le déclenchement de la guerre entre la France et la Prusse (1806) pour que les travaux d'agrandissement reprennent. Ceux-ci se sont concentrés sur la construction de nouveaux murs de palissade et d'une redoute (glacis) derrière eux. De plus, en cas de siège, un approvisionnement alimentaire est créé pour nourrir la garnison pendant un mois.

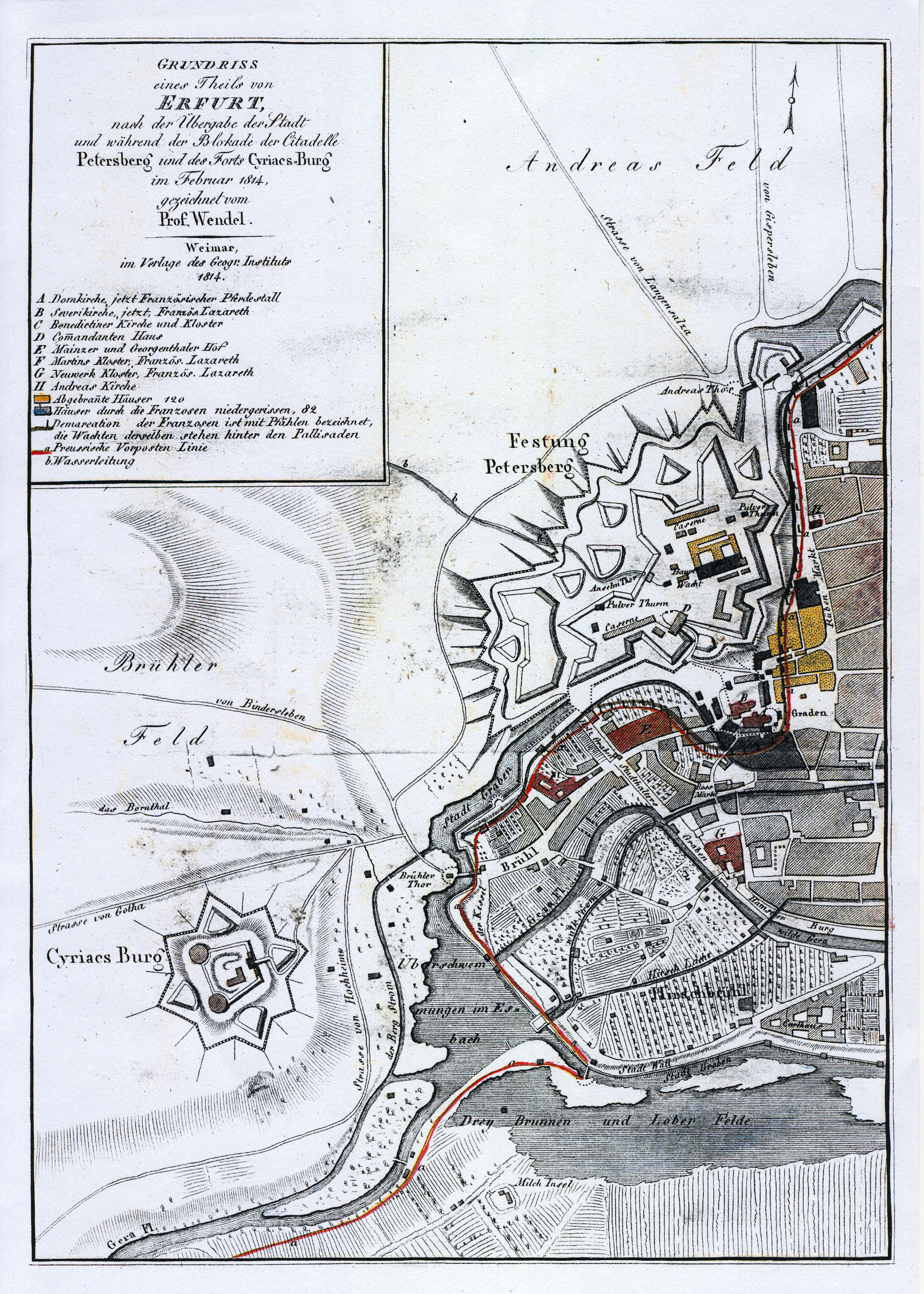
Siège de la citadelle par les Alliés 1813/1814

Après la défaite de la bataille d'Iéna le 14 octobre 1806, une partie de l'armée prussienne battue s'enfuit vers la citadelle protectrice de Petersberg. Le lendemain, les Prussiens se rendent aux troupes napoléoniennes sur ordre du prince Guillaume d'Orange.

### Sous la domination française (1806-1813)
Lors de la rétrocession sans opposition, l'importante réserve d'équipement militaire de la forteresse tombe entre les mains des Français. Les quelque 1 400 soldats prussiens sont faits prisonniers de guerre. Le 23 juin 1807, Napoléon Bonaparte arrive à Erfurt pour prendre directement sous son contrôle la ville et la citadelle. À cette occasion et dans le cadre du Congrès des Princes d'Erfurt en 1808, accompagné du tsar Alexandre Ier. il visite les fortifications de Petersberg. Dans les années suivantes, Napoléon règne sans restriction sur l'Europe du Sud et centrale, il caressa donc l'idée de démolir le complexe. Le tournant est la campagne de Russie de 1812, au cours de laquelle l'armée française est pour la première fois vaincue de manière décisive et doit ensuite se laisser repousser vers l'ouest. L'état de siège est déclaré dans la citadelle le 24 février 1813 et l'agrandissement et la réparation des défenses commencèrent. De nombreux bâtiments sont dotés de toits à l'épreuve des bombes, le glacis est rénové et des fermes sont créées pour limiter la visibilité de l'extérieur. La nourriture pour les 2 000 hommes de garnison et la nourriture pour chevaux sont stockées pendant six mois et stockées dans l'église Saint-Pierre, qui a été transformée en entrepôt. Napoléon arrive à Erfurt pour la dernière fois en avril et octobre 1813 pour visiter la citadelle de Petersberg. La bataille de Leipzig (16-19 octobre 1813) scelle la chute des troupes napoléoniennes. Une partie de l'armée française fuit vers la ville d'Erfurt après la bataille. C'est là que l'armée française doit se rassembler et qu'un premier centre de résistance doit être créé contre les poursuivants. Le général de brigade Alexandre d'Alton est chargé de ce projet, qui initie ensuite le blocus de la ville le 25 octobre 1813 en fermant toutes les portes et tous les commerces. Après trois jours une armée de siège de 34 900 hommes arrive, composée du 2e corps d'armée prussienx dirigé par le lieutenant-général comte Kleist von Nollendorf ainsi que par les troupes autrichiennes et russes, Erfurt est étroitement encerclée de tous côtés et leurs quartiers sont pris dans les villages environnants. Les canons de siège sont positionnés près de la redoute suédoise.
Dans un premier temps, les Français essayèrent de se défendre en attaquant, détruisant le village de Daberstedt pour le rendre inutilisable comme quartier des assiégeants. En conséquence, le 4 novembre 1813, les occupants français furent priés de céder la citadelle sans combat. Mais d'Alton explique : « L'empereur m'a confié la défense de la place d'Erfurt. Je répondrai à ses attentes en faisant mon devoir. Je  accepter aucun autre arrangement. Lorsque le village d' Ilversgehofen fut attaqué le même soir par 1 500 Français, les troupes assiégeantes furent contraintes d'agir. Le bombardement de Petersberg, discuté au Conseil de guerre quelques jours plus tôt, allait maintenant être mis à exécution. À cet effet, le 5 au soir Le 2 novembre, deux batteries autrichiennes et russes sont positionnées dans le village de Marbach et une batterie prussienne dans le Steigerwald et ouvrent le feu sur la forteresse à six heures du matin le 6 novembre. Peu de temps après, les premiers bâtiments de Petersberg brûlèrent. Le bâtiment du monastère, l'ancien poste de garde principal, des parties de l'église Saint-Pierre et de nombreuses maisons situées en contrebas de la montagne ont été victimes des flammes.
Malgré de lourds bombardements et des destructions importantes, les Français ne capitulent pas. Cependant, un cessez-le-feu a été conclu, qui est progressivement prolongé au cours de la période suivante. Début janvier 1814, la ville d'Erfurt est cédée aux Prussiens sans les deux citadelles de Petersberg et Cyriaksburg (de). Alors que la capitale française Paris est prise par les troupes alliées en avril 1814, les troupes napoléoniennes sont toujours dans la citadelle de Petersberg. Il faudra attendre le 5 mai 1814 pour que le maréchal Alexandre d'Alton capitule et remette pacifiquement la citadelle aux Prussiens. Il a reçu une procuration du gouvernement français pour ce faire. Les 1 700 soldats français équipés de 6 canons repartent alors sans encombre vers Strasbourg.

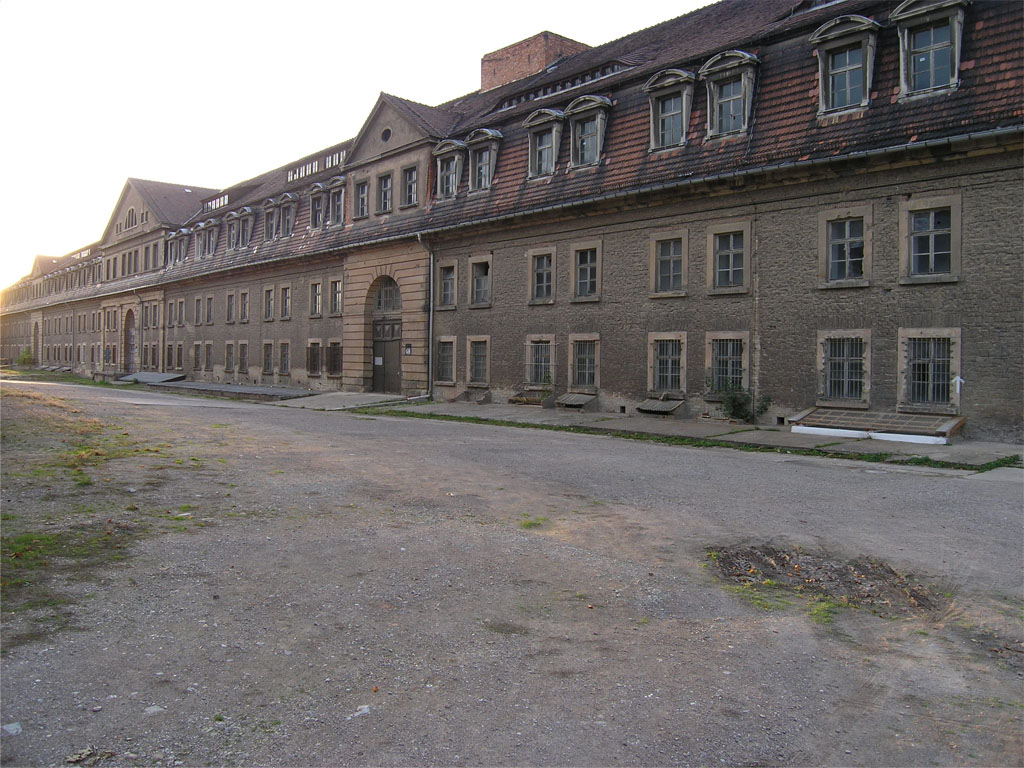
Caserne de défense (construite entre 1828 et 1831)

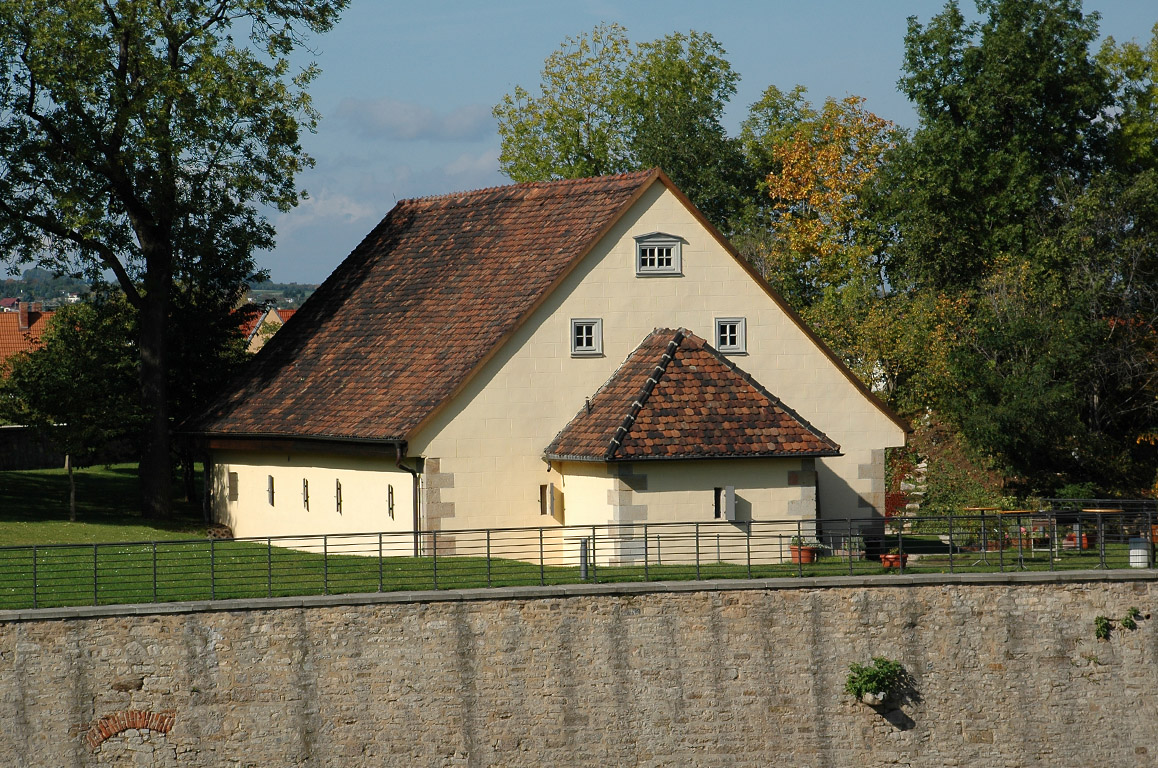
5e poudrière de paix (construite en 1822), la seule de ce type encore en activité dans toute l'Allemagne

### Forteresse en Prusse (1814-1871)
Après le Congrès de Vienne (1814-1815), l’Europe est réorganisée. En conséquence, la Prusse reçut, entre autres, la ville d'Erfurt, qui est ajoutée à la nouvelle province de Saxe. La forteresse d'Erfurt est aujourd'hui l'une des fortifications les plus méridionales de Prusse. Il convient donc de l'agrandir en tant que forteresse de première classe avec les deux citadelles de Petersberg et de Cyriaksburg. Cela marque le début de la phase finale de construction (1815-1831). Durant cette période, les bâtiments et les systèmes de défense endommagés sont initialement réparés. De plus, selon le système néo-prussien, des caponnières sont créées entre 1823 et 1825 pour défendre les douves de la forteresse. En 1830, une cour de canonnage est construite au sommet du bastion Martin et, entre 1828 et 1831, une caserne de défense (de) est construite sur le site du monastère bénédictin de Saint-Pierre et Paul, entièrement détruit. En tant que position d'artillerie, elle est destinée à limiter la vue sur le plateau supérieur depuis le nord et, avec le mur de section, à diviser la forteresse en deux sections indépendantes.

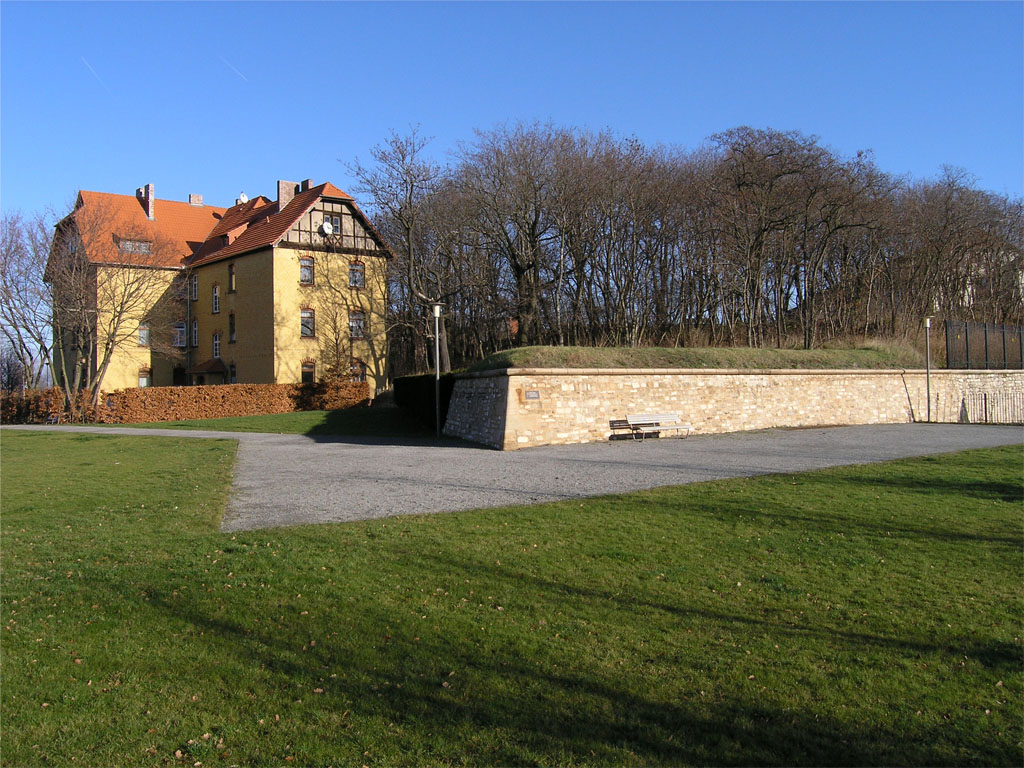
Vestiges du Bastion Gabriel avec la caserne Hornwerk (construite entre 1912 et 1913)

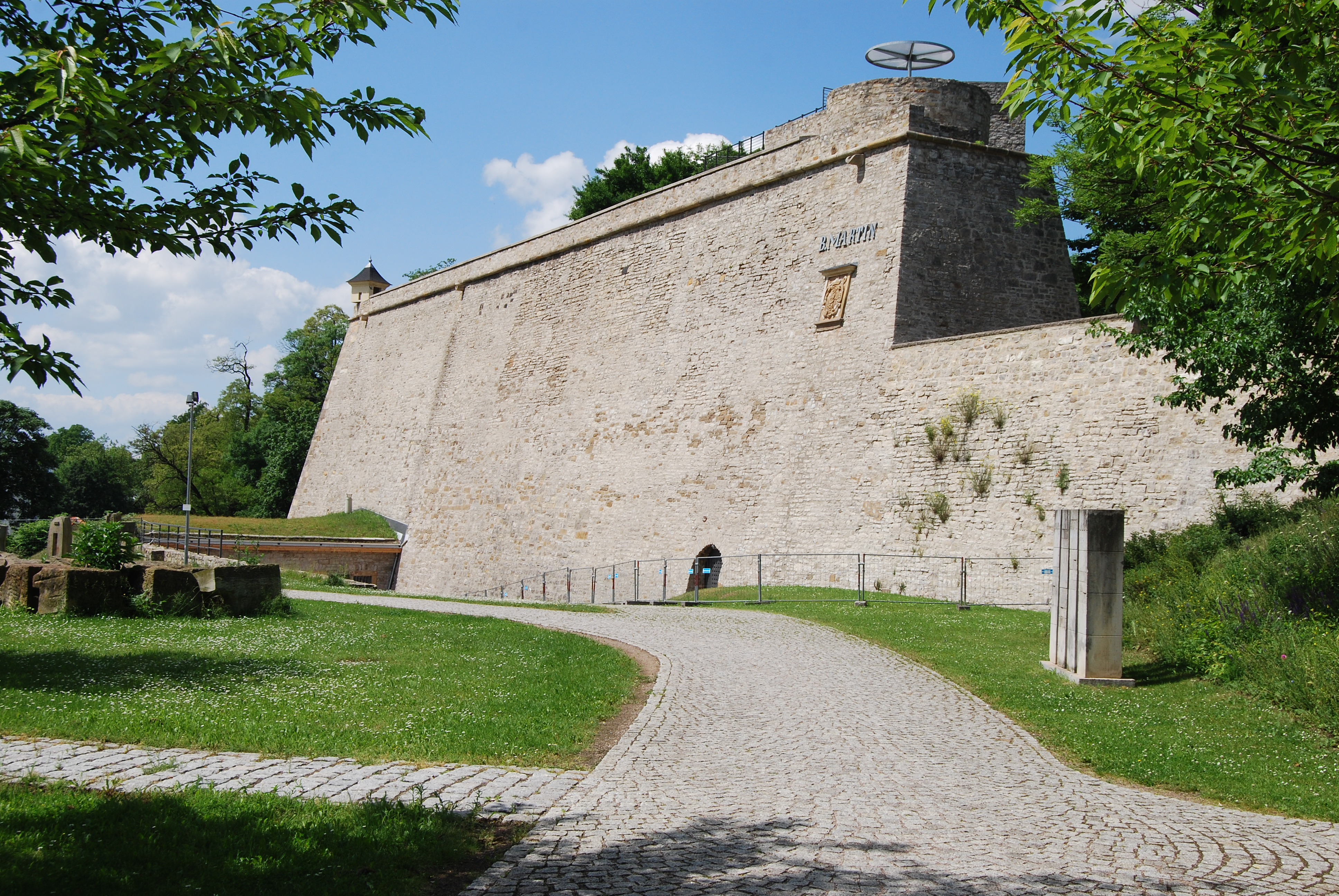
Bastion Martin dans la partie sud de la citadelle

De plus, pour stocker la poudre en temps de guerre ou de paix, des poudrières de paix sont construites sur le Ravelin Anselm et le Hornwerk en 1822, et des poudrières de guerre sont construites vers 1830 sur le bastion Franz et Philipp. Comme dernière mesure de modernisation, sept forts très avancés doivent être construits, parmi lesquels seuls le no I devant la redoute Aue et le n° II sur la redoute suédoise sont construits entre 1866 et 1869. Ces ouvrages extérieurs indépendants et fortement fortifiés sont destinés à empêcher le noyau de la forteresse d'être bombardé par les canons rayés qui font leur apparition à l'époque. En plus de l'agrandissement de la citadelle, des changements ont également lieu au sein de la garnison. Ainsi, en 1860, un nouveau régiment est créé, le 71e régiment d'infanterie et est stationné dans la caserne de défense de Petersberg jusqu'à la fin de la Première Guerre mondiale.

### Site de l'armée allemande (1871-1945)
Avec la fondation de l’Empire allemand en 1871, la Prusse et les États allemand du sud auparavant hostiles, comme la Bavière et le Wurtemberg, deviennent alliés. En conséquence, de nombreuses forteresses perdent de leur importance et sont alors ouvertes, voire rasées. L'empereur Guillaume Ier donne également l'ordre de défortifier la forteresse d'Erfurt avec les citadelles de Petersberg et de Cyriaksburg (20 juin 1873). Faute d'argent, seuls les deux ravelins Pierre et Guillaume, les cornes et les cavaliers le long des murs sont finalement supprimés. En outre, une route d'accès est construite, une grande partie du Bastion Gabriel et de Lunette I étant entièrement démolies et diverses douves de la forteresse comblées. Après quelques années, l'intérêt pour le site militaire de Petersberg s'accrût à nouveau, de sorte que de nouveaux bâtiments sont construits, tels que des ateliers, des entrepôts, la caserne Hornwerk entre 1912 et 1913 et un centre de détention militaire entre 1913 et 1914. Au lieu de remblayer l'ancien bâtiment bas de deux étages, la caserne de défense de style néo-baroque reçoit un toit mansardé avec un étage supérieur, architecturalement bien adapté à l'église voisine Saint-Pierre. Depuis lors, les casernes de défense agrandies font partie de la couronne de la ville d'Erfurt, visible de loin. À la suite du traité de paix de Versailles en 1919, les installations militaires sont progressivement évacuées. Jusqu'en 1933, il est en partie utilisé comme immeuble d'habitation et comme quartier pour la police et, parfois, pour le corps franc de Thuringe . En 1921 est achevée la Lauentorstraße, qui sépare depuis le sommet du Bastion Martin de la citadelle.
À l'époque national-socialiste, la zone de Petersberg est à nouveau utilisée à des fins militaires. Entre 1936 et 1938, certaines parties de la caserne servent de quartiers au nouveau 71e régiment d'infanterie motorisé  et, entre 1938 et 1943, de quartier général des bureaux administratifs de la Wehrmacht. De plus, à partir de 1940, la cour martiale 409 ID est située dans la maison du commandant et le centre de détention provisoire pour prisonniers politiques dans l'ancienne prison de la police. Le Bureau de construction de l'armée s'installe dans la caserne d'artillerie et un camp de transit et d'enregistrement des personnes déplacées est installé dans la caserne de défense. Les contrescarpes souterrains reçoivent de nouvelles entrées du côté de la ville, où les citoyens d'Erfurt peuvent trouver refuge en cas de raids aériens. En avril 1945, le commandant de combat responsable de la défense d'Erfurt, le colonel Otto Merkel, installe son poste de commandement à Petersberg. La citadelle est occupée par les Américains le 12 avril 1945. Le 2 juillet 1945, la ville d'Erfurt et l'État de Thuringe appartiennent à la zone d'occupation soviétique (SBZ).

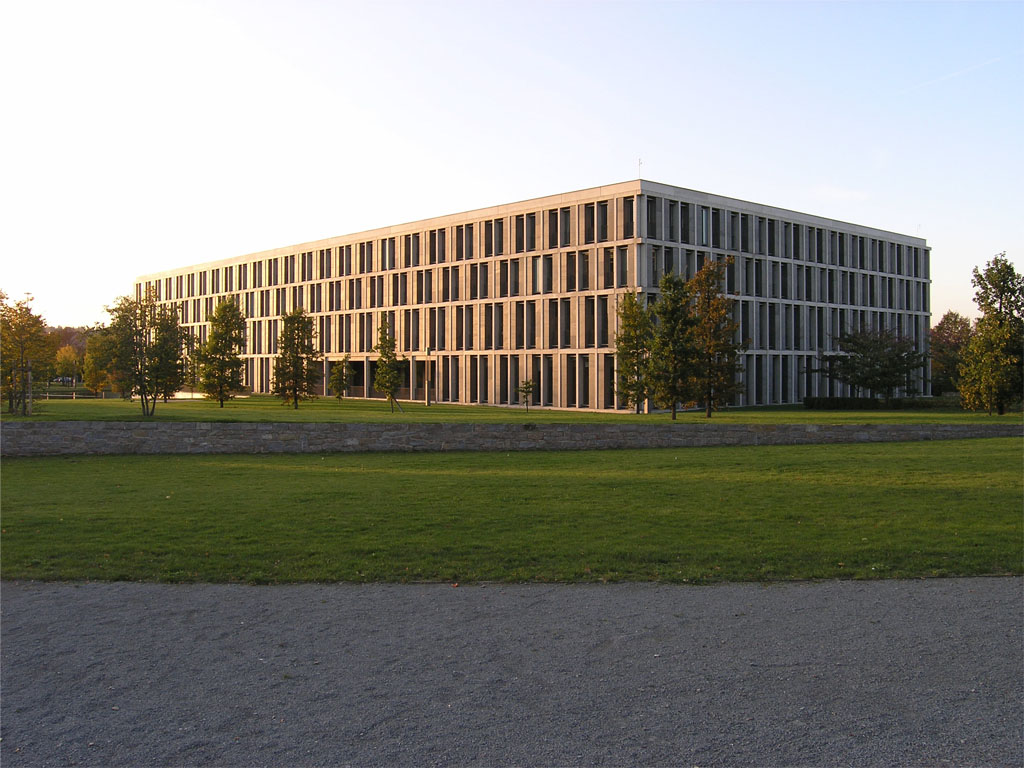
Tribunal fédéral du travail près de l'ancien Hornwerk

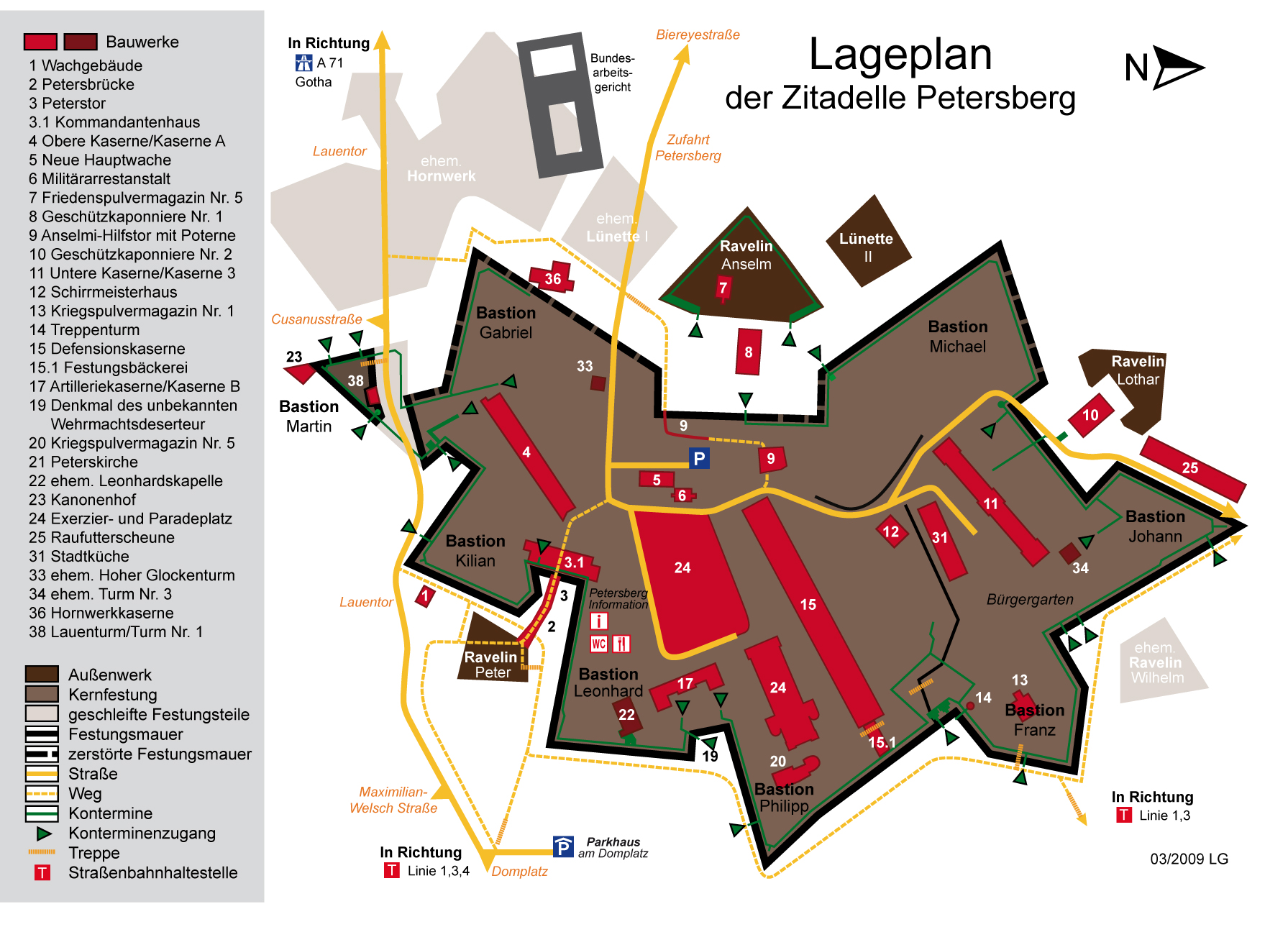
Plan du site de la Citadelle de Petersberg (2009)

## Commandants de forteresse
Sous l'électorat de Mayence :
- Generalmajor Baron von der Leyen (1665–1673)
- Oberst Schütz von Holzhausen (1674–1680)
- Oberst Johann Theodor Mortaigne (1680–1690)
- Obristwachtmeister von Sommerlat (1690–1690)
- Baron Johann Adolf Langwerth von Simmern (de) (1690–1700)
- Generalmajor Christoph Erhard von Bibra (de) (1700–1706)
- Generalmajor Johann Sigmund baron von Hirschberg (1706–1718)
- Generalmajor Georg Melchior von Harstall (de) (1718–1733)
- Generalmajor Philipp Wilhelm Lucas baron von Rieth (1733–1748)
- Generalmajor von Schwan (1748–1748)
- Generalleutnant Otto Christoph baron von Hagen (1748–1770)
- Generalleutnant Ludwig Wilhelm baron von Harstall (1770–1773)
- Generalleutnant Franz Arnold baron von Brencken (1774–1776)
- General von Rothelinsky (1776–1778)
- General von Faber (1778–1779)
- Generalmajor Ernst Friedrich baron von Hagen (1780–1787)
- Generalmajor Christoph Freiherr von Knorr (1788–1802)

Sous la domination prussienne :
- Generalleutnant Leopold Alexander von Wartensleben (Gouverneur, 1802)
- Major Georg Heinrich von Heckel (1803)
- Major Ludwig Karl von Prüschenk (1804–1806)

Sous le règne napoléonien :
- Général de brigade Alexandre d'Alton (1806-1813)

Sous la domination prussienne :
- Oberstleutnant Karl von Streit (de) (1813)
- Oberst Heinrich Wilhelm von Weltzien (de) (1813–1815)
- Generalmajor Karl Ludwig von Oppeln-Bronikowski (de) (1815–1821)
- Generalmajor Wilhelm Johann Maria von Blumenstein (de) (1821)
- Oberst Karl von Kehler (de) (1823)
- Generalleutnant Ernst Ludwig von Tippelskirch (1825–1827)
- Generalleutnant Oldwig von Natzmer
- Generalleutnant Karl Georg von Loebell (1832–1839)
- Generalleutnant August von Hedemann (1840–1848)
- Generalleutnant Ferdinand von Voß-Buch (1848–1854)
- Oberst Ferdinand von Bialcke (1854–1856)
- Oberst Hermann Hofer von Lobenstein (de) (1856–1857)
- Oberst Louis d'Alvensleben (de) (1857–1858), plus tard commandant du 1er régiment de grenadiers de la Garde
- Oberst Bernhard von Hanfstengel (de) (1858–1863)
- Oberst Robert von Frankenberg und Ludwigsdorf (de) (1864)
- Oberst Joseph Ignaz Anton von Saenger (de) (1864–1867)
- Generalmajor Hermann von Michaelis (de) (1868–1871)
- Bernhard von dem Knesebeck (de) (1871–1874)